# Jaffa (Unternehmen)
Jaffa, auch als Jaffa Crvenka bekannt, ist ein serbischer Nahrungsmittelkonzern mit Firmensitz in der Kleinstadt Crvenka, der Süßwaren und andere Lebensmittel produziert.
Das im Jahr 1975 gegründete Unternehmen gehört heute zu den führenden Süßwarenherstellern in Südosteuropa, dessen Produkte mit Hilfe des HACCP-Konzeptes produziert werden. Hierbei handelt es sich um ein vorbeugendes System, das die Sicherheit von Lebensmitteln und Verbrauchern gewährleisten soll. Ebenso werden die Süßwaren im Einklang mit dem Halāl-Standard produziert sowie den internationalen ISO 9001- und ISO 22000-Normen der Qualitätsmanagementsysteme für Lebensmittelsicherheit.
Bekannt ist das Unternehmen für seine Jaffa cakes, vor allem aber für das Produkt Munchmallow, ein leichtes Dessert, das aus einer weichen Keksschichtgrundlage, sowie einer Füllung aus Eischnee und einem Überzug aus Schokolade besteht. Munchmallows sind in den Nachfolgeländern Jugoslawiens beliebt und gehören zu den beliebtesten Konsumgütern der Jugo-Nostalgie.

## Geschichte
Das Unternehmen wurde im Jahr 1975 auf Initiative mehrerer Geschäftsleute aus der Umgebung der Kleinstadt Crvenka gegründet. Anfangs war man auf die Herstellung von Gebäck konzentriert, doch seit dem Jahr 1976 spezialisierte man sich auf die Produktion des Jaffa cakes, der schnell im ehemaligen Jugoslawien beliebt wurde. Seit dem Jahr 1981 begann man mit der Produktions des Munchmallow, der ebenso populär wurde. Im Jahr 2000 erweiterte das Unternehmen seine Produktpalette. Heute gehört das Unternehmen zu den führenden Süßwarenherstellern in Südosteuropa, deren Produkte auch in Deutschland, England, Spanien, VAE, USA und Australien erhältlich sind.

## Produkte
- Jaffa cakes: kreisförmiges Gebäck, das aus drei Schichten besteht: einer Biskuitbasis, einer Schicht Orangengelee und einem dunklen Schokoladenüberzug.
- Munchmallow: leichtes Dessert, bestehend aus einer weichen Keksschicht als Grundlage sowie einer Füllung aus Eischnee und einem Überzug aus Schokolade.
- Napolitanke: Gebäck aus mehrlagigen Flachwaffeln mit unterschiedlichen dünnschichtigen Cremefüllungen.
- Jaffolitanke: kleines quadratisches Gebäck aus mehrlagigen Flachwaffeln mit unterschiedlichen dünnschichtigen Cremefüllungen.
- O’cake: Vollkornkeks
- Pettit Beurre: Butterkeks
- Polo keks: Keks
- Domaći keks: Schokoladenkeks
- Tak: Cracker